# Xã Council, Quận Lee, Arkansas
Xã Council (tiếng Anh: Council Township) là một xã thuộc quận Lee, tiểu bang Arkansas, Hoa Kỳ. Năm 2010, dân số của xã này là 27 người.